# Man (Virginie-Occidentale)
Pour les articles homonymes, voir Man.
Man est une ville américaine située dans le comté de Logan, dans l'État de la Virginie-Occidentale. En 2010, sa population est de 759 habitants.
La ville doit son nom à Ulysses Hinchman, membre de la Chambre des délégués de Virginie-Occidentale (en) de 1866 à 1869.